# Joe Earl
Athol John "Joe" Earl (født 1. oktober 1952 i Christchurch, New Zealand) er en newzealandsk tidligere roer og olympisk guldvinder.
Earl vandt en guldmedalje ved OL 1972 i München, som del af den newzealandske otter, der desuden bestod af Wybo Veldman, Dick Joyce, John Hunter, Tony Hurt, Lindsay Wilson, Trevor Coker, Gary Robertson og styrmand Simon Dickie. Newzealænderne sikrede sig guldmedaljen foran USA og Østtyskland, der fik henholdsvis sølv og bronze i en konkurrence, hvor der deltog i alt 15 lande. Fire år senere var han med i båden igen ved OL 1976 i Montreal, hvor det blev til en bronzemedalje.
Earl vandt desuden to VM-bronzemedaljer i otter, ved henholdsvis VM 1974 i Luzern og VM 1975 i Nottingham.

## OL-medaljer
- 1972:  Guld i otter
- 1976:  Bronze i otter